# Andrzej Bałandynowicz
Andrzej Tadeusz Bałandynowicz (ur. 31 maja 1952 w Bydgoszczy) – polski prawnik, kryminolog i penitencjarysta, prof. dr hab. Twórca teorii wielopasmowej resocjalizacji: teorii probacji, teorii zhumanizowanego odwetu oraz inkluzyjnej readaptacji skazanych do życia na wolności. Badacz zjawisk społecznych z zakresu filozofii prawa, penologii, socjologii, psychologii, pedagogiki resocjalizacyjnej i filozofii zdrowia. Jest pracownikiem naukowo-dydaktycznym w Instytucie Nauk Prawnych Akademii Wymiaru Sprawiedliwości. Twórca na Uniwersytecie Przyrodniczo-Humanistycznym w Siedlcach jedynej w świecie Katedry Pedagogiki Pokoju i Probacji oraz pomysłodawca Wszechświatowego Uniwersytetu Pokoju.

## Życiorys
W latach 1970–1975 ukończył studia na Wydziale Prawa i Administracji Uniwersytetu Warszawskiego uzyskując tytuł magistra prawa. W 1979 uzyskał stopień doktora nauk prawnych (promotorem pracy był Stanisław Walczak), a w 1991 stopień doktora habilitowanego nauk prawnych w zakresie kryminologii i prawa penitencjarnego na tym samym uniwersytecie. W 1994 został powołany na stanowisko profesora nadzwyczajnego Uniwersytetu Warszawskiego, a w 18 czerwca 1998 uzyskał tytuł profesora nauk prawnych (profesora zwyczajnego) z rąk prezydenta Polski Aleksandra Kwaśniewskiego. W 2000 został powołany na stanowisko profesora zwyczajnego w Instytucie Profilaktyki Społecznej i Resocjalizacji Uniwersytetu Warszawskiego.

## Działalność zawodowa
Prowadzi badania naukowe, wykłady i zajęcia praktyczne od 1975. Jest autorem wielu recenzji opracowań wydawniczych i publikacji autorskich, sporządził także kilkadziesiąt recenzji w przewodach o nadanie stopni i tytułów naukowych. Swoją karierę naukową związał z następującymi uczelniami:
- Wydział Prawa i Administracji i Instytut Profilaktyki Społecznej i Resocjalizacji Uniwersytetu Warszawskiego (1981-1984, kierownik Zakładu Nauk Penitencjarnych[10] i z-ca dyrektora w Instytucie Profilaktyki Społecznej i Resocjalizacji; 1989–2006, z-ca dyrektora instytutu, później jego dyrektor)[8],
- Zespół Pedagogiki Społecznej w ramach Instytutu Kształcenia Nauczycieli im. Władysława Spasowskiego w Warszawie[11], gdzie był metodykiem ds. resocjalizacji oraz egzaminatorem z zakresu pedagogiki społecznej dla nauczycieli ubiegających się o stopnie specjalizacyjne[8],
- Wyższa Szkoła Gospodarowania Nieruchomościami w Warszawie, gdzie pełnił funkcję rektora w latach 2001–2012[12][8],
- Wyższa Szkoła Pedagogiki Resocjalizacyjnej w Warszawie[8],
- Pedagogium – Wyższa Szkoła Nauk Społecznych w Warszawie, kierownik Zakładu Kryminologii i Nauk Penalnych w latach 2010–2012[8],
- Uniwersytet Przyrodniczo-Humanistycznym w Siedlcach[13], kierownik Katedry Pedagogiki Pokoju i Probacji w latach 2012–2016[8],
- Uniwersytet Jana Kochanowskiego w Kielcach, kierownik Zakładu Kryminologii Stosowanej w latach 2016–2017[8],
- Wyższa Szkoła Pedagogiczna im. Janusza Korczaka w Warszawie[14], gdzie po raz pierwszy przewodził Katedrze Pedagogiki Pokoju i Probacji w latach 2007–2018[8],
- Akademia Polonijna w Częstochowie, prorektor ds. rozwoju w 2018[8],
- Szkoła Główna Gospodarstwa Wiejskiego w Warszawie w latach 2019–2021, kierownik Katedry Pedagogiki w Instytucie Nauk Socjologicznych i Pedagogiki[8],
- Państwowa Akademia Nauk Stosowanych im. prof. Stanisława Tarnowskiego w Tarnobrzegu od 2021, kierownik Katedry Pedagogiki Pokoju i Probacji[8],
- Akademia Wymiaru Sprawiedliwości, kierownik Katedry Pedagogiki Pokoju i Probacji[8].

Od 1993 jest członkiem Izby Adwokackiej w Warszawie. Jest międzynarodowym ekspertem ds. więziennictwa i systemów penitencjarnych, honorowym prezesem Polskiego Towarzystwa Higieny Psychicznej, członkiem Polskiego Towarzystwa Suicydologicznego, Polskiego Towarzystwa Kryminologicznego, Polskiego Towarzystwa Penitencjarnego i członkiem honorowym Polskiego Towarzystwa Etycznego. W latach 1996–1998 był przewodniczącym Resortowej Komisji Ministerstwa Sprawiedliwości ds. systemu sądowej kurateli dla osób dorosłych.

## Działalność społeczna
W latach 1981–1992, w tym w czasie stanu wojennego, udzielał bezinteresownie pomocy prawnej i psychologicznej ludziom pozbawionym zatrudnienia z powodów politycznych lub społecznych w ramach Prymasowskiego Komitetu Pomocy Bliźniemu.

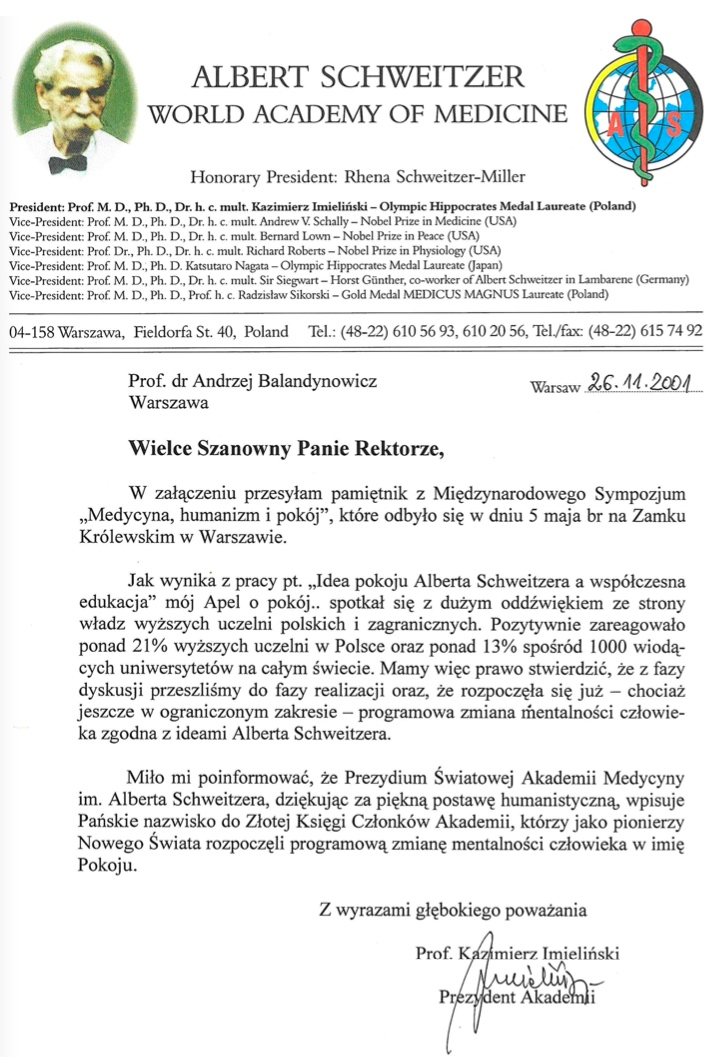
Informacja o decyzji Prezydium Światowej Akademii Medycyny im. Alberta Schweitzera

Za irenologiczną działalność edukacyjną oraz propagowanie idei światowego pokoju jako fundamentalnej transkulturowej wartości z inicjatywy Prezydium Światowej Akademii Medycyny im. Alberta Schweitzera wpisany został w 2001 do Złotej Księgi Członków Akademii.

Był także autorem apelu do społeczności świata o wstrzymanie produkcji broni nuklearnej i rozpoczęcie powszechnej edukacji o zdrowiu, higienie psychicznej i pedagogice pokoju, który skierował w 2017 do papieża Franciszka, a później także do XIV Dalajlamy:
Zintegrowany wewnętrznie oraz jednocząc się z otoczeniem, nadałem bieg sprawie związanej ze światową edukacją do pokoju – najwyższej wartości. Twierdzę, że treści irenologiczne winny dotrzeć do wszystkich mieszkańców naszej planety, by mogli doświadczać pełni istnienia. W tym celu wystosowałem do papieża Franciszka apel w sprawie powołania Wszechświatowego Uniwersytetu Pokoju pod Jego Świątobliwości honorowym patronatem. Przedłożyłem też stosowne rozwiązania związane z instytucjonalizacją tej inicjatywy. W osobie Ojca Świętego Bóg nie wysłuchał mojej mowy dotyczącej upominania się o powrót do życia w pokoju. Doznana porażka ze strony Kościoła Rzymskokatolickiego przekonała mnie, że tym bardziej należy przekraczać granice niemocy. Ponowiłem apel o pokój na świecie, tym razem adresując go do Jego Świątobliwości Dalajlamy, obecnego 14 zwierzchnika Kościoła Żółtego. 

## Publikacje
Monografie naukowe:
- Ludzie bez szans. Studium adaptacji społecznej recydywistów, Wydawnictwo Uniwersytetu Warszawskiego, Warszawa 1991, ISBN 978-83-905551-0-2.
- Nieudane powroty, Instytut Profilaktyki Społecznej i Resocjalizacji Uniwersytetu Warszawskiego, Warszawa 1993, ISBN 83-901040-3-2.
- Probacja: wychowanie do wolności, Primum, Warszawa 1996, ISBN 83-905551-0-7.
- Zapobieganie przestępczości: studium prawno-porównawcze z zakresu polityki kryminalnej, Primum, Warszawa 1998, ISBN 978-83-905551-3-3.
- Probacja: system sprawiedliwego karania, Kodeks, 2002, ISBN 978-83-890513-5-6.
- Rodzinne domy terapeutyczne resocjalizacją w środowisku otwartym: Teaching Family Program, Wydawnictwo Polskiego Towarzystwa Higieny Psychicznej, Warszawa 2006, ISBN 978-83-913616-6-5[15].
- Probacja: Resocjalizacja z udziałem społeczeństwa. Konteksty antropologiczno-filozoficzne, Wolters Kluwer Polska, Warszawa 2006, ISBN 978-83-264-1491-6.
- Probacyjna sprawiedliwość karząca, Wolters Kluwer Polska, Warszawa 2015[22], ISBN 978-83-264-1491-6.
- Pogranicza człowieczeństwa, Fundacja Ubi Societas Ibi Ius, Warszawa 2018, ISBN 978-83-64556-28-9.
- Probacja. Resocjalizacja z udziałem społeczeństwa. Konteksty antropologiczno-filozoficzne, Wolters Kluwer Polska, Warszawa 2019, ISBN 83-60201-19-6.
- Człowiek cząstką Wszechświata. Rozważania antropologiczno-filozoficzne i filozoficznoprawne, Difin, Warszawa 2021, ISBN 978-83-808558-23.
- współautorstwo z A. Jagiełłowicz i M. Pleśniak, Meandry widzenia i niewidzenia, Difin, Warszawa 2021, ISBN 978-83-66491-36-6.
- Pokój fundamentem człowieczeństwa, Difin, Warszawa 2022, ISBN 978-83-8270-072-5.
- Autowaloryzacja człowieka a sens i istota prawa, Akademia Pióra, Wrocław 2023, ISBN 978-83-958599-1-5.
- Przyrodzone prawa człowieka i naturalny porządek świata, Akademia Pióra, Wrocław 2024, ISBN 978-83-958599-5-3.

## Nagrody i wyróżnienia
- 16 lutego 2015 – medal Komisji Edukacji Narodowej za szczególne zasługi dla oświaty i wychowania[8],
- 9 lipca 2015 – medal XXV-lecia NSZZ Policjantów za zasługi na rzecz bezpieczeństwa publicznego[8],
- 12 października 2015 – medal pamiątkowy z okazji jubileuszu 30-lecia działalności artystycznej Integracyjnego Zespołu Pieśni i Tańca „Mazowiacy”[23] w uznaniu za wybitnie pionierską postawę dla aktywizacji twórczej osób z niepełnosprawnością[8],
- 2016 – złoty medal „Serce za Serce” od Fundacji Prometeusz z Krakowa — uhonorowanie za pomoc osobom niepełnosprawnym[8],
- 31 lipca 2017 – Krzyż Oficerski Orderu Odrodzenia Polski za „Wybitne osiągnięcia naukowe i pracę na rzecz systemu wymiaru sprawiedliwości”[8],
- 31 sierpnia 2018 – medal „Za Zasługi dla NSZZ Policjantów KSP za zasługi na rzecz bezpieczeństwa państwa”[8],
- 7 kwietnia 2020 – medal „W Obronie i Godności Policjantów z okazji XXX-lecia powstania NSZZ Policjantów”[8],
- 13 czerwca 2025 – Krzyż Komandorski Orderu Odrodzenia Polski[24][25].